# Pietre scolpite di Aberlemno

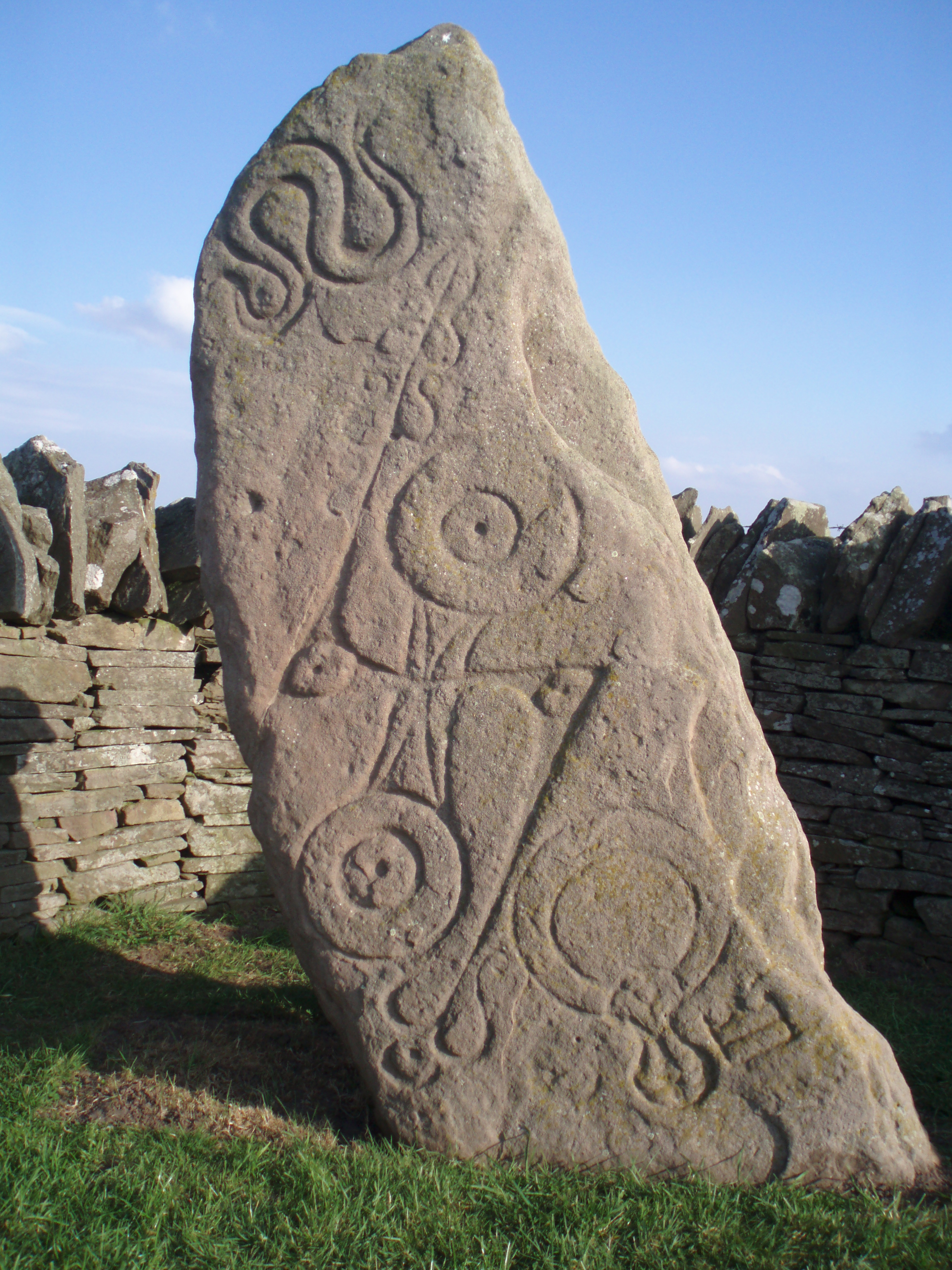
Aberlemno I

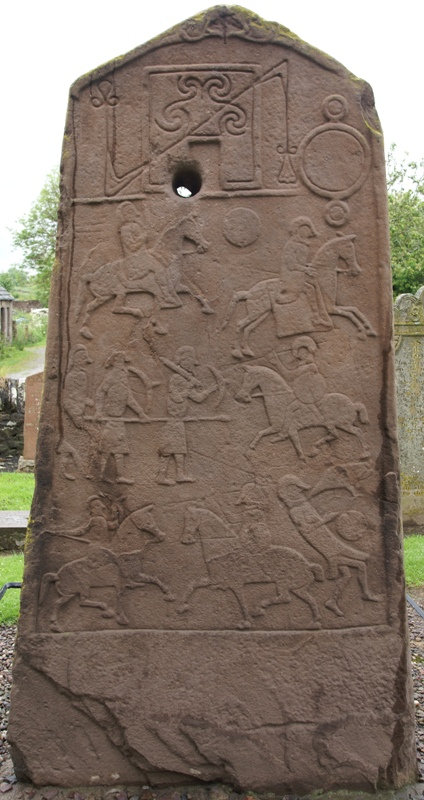
Scene di battaglia nella pietra Aberlemno II

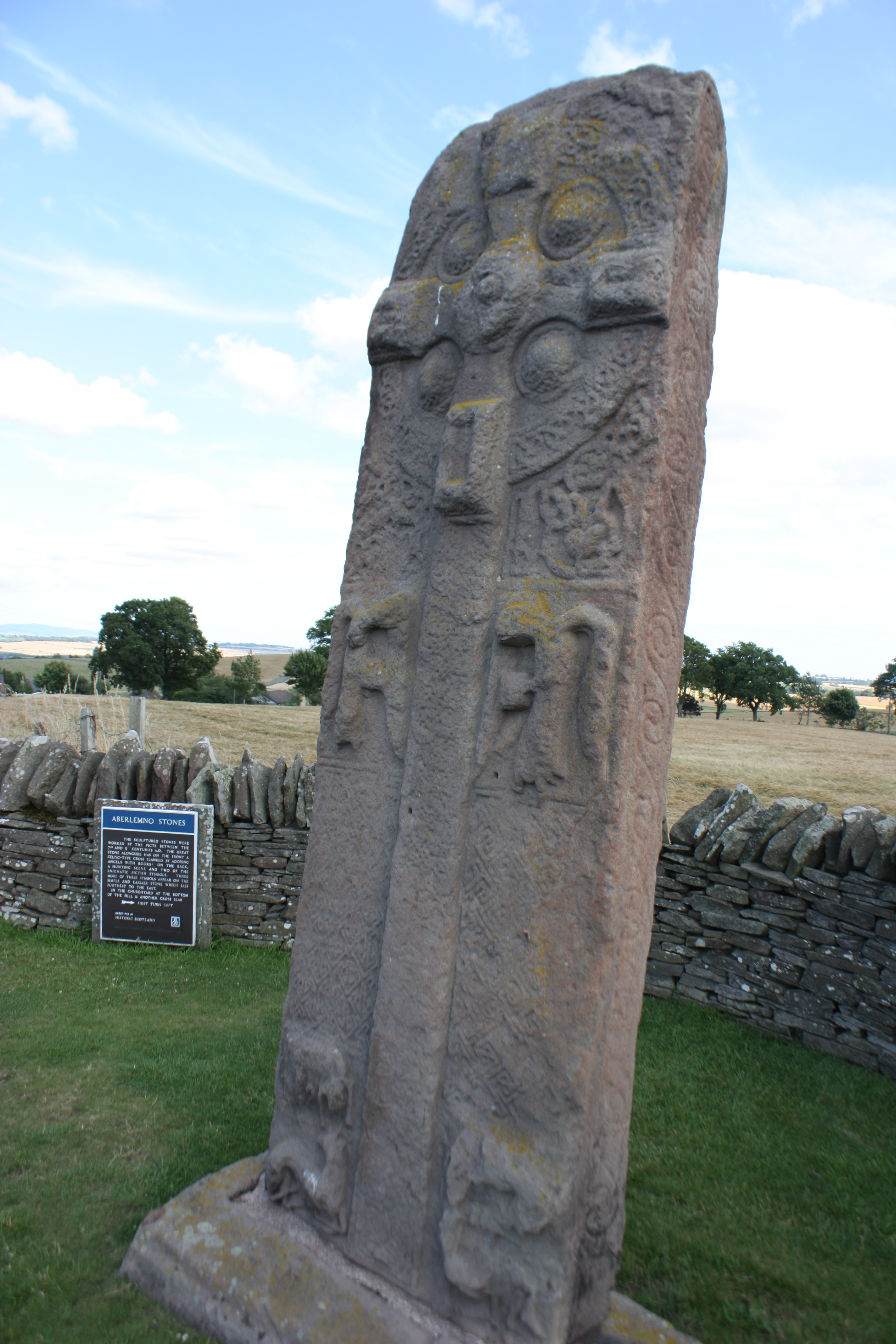
Aberlemno III

Le pietre scolpite di Aberlemno (in inglese: Aberlemno sculptured stones) sono cinque pietre pitte rinvenute nel villaggio scozzese di Aberlemno, nell'Angus, e databili tra il VI e il IX secolo.

## Descrizione

### Aberlemno I
La pietra nota come "Aberlemno I", soprannominata "pietra del serpente", è la pietra situata più a nord ed è classificata come pietra di "classe I". È ritenuta la pietra più antica: in origine, era probabilmente un megalito del Neolitico o dell'età del Bronzo, in seguito riutilizzato dai Pitti.
Questa pietra ha un'altezza di 1,8 metri  deve il proprio soprannome per via della figura di un serpente scolpita nella parte in alto. Nella pietra sono inoltre raffigurati un doppio disco, un'asta a forma di "Z", uno specchio e un pettine.

### Aberlemno II
All'interno del recinto della chiesa di Aberlemno, si trova poi la pietra nota come "Aberlemno II".
In questa pietra, dell'altezza di 2 metri e in arenaria rossa, sono raffigurati una croce celtica riccamente decorata e degli animali, quali serpenti e cavalli. Nel lato della pietra che dà sulla chiesa è invece raffigurata una battaglia, probabilmente la battaglia di Nechtasmere, combattuta dai Pitti nei dintorni di Aberlemno.
Questa pietra venne descritta per la prima volta nel 1726 da Alexander Gordon.

### Aberlemno III
La pietra nota come "Aberlemno III", databile tra l'VIII e il IX secolo, è, con un'altezza di 2,82 metri, è la più alta delle pietre pitte rinvenute ad Aberlemno.
Alla base della pietra sono scolpite quattro creature non meglio identificate. La studiosa Elizabeth Sutherland ha ipotizzato che si possa trattare di una rappresentazione dei quattro Evangelisti, così come vengono raffigurati nel Libro di Kells (Book of Kells).
Nella pietra sono inoltre raffigurati, tra l'altro, un centauro, re Davide (raffigurato mentre apre le fauci di un leone) e una scena di caccia con quattro uomini a cavallo, due suonatori di cornie tre cervi.
Questa pietra venne descritta per la prima volta nel 1726 da Alexander Gordon.

### Aberlemno IV
La pietra nota come "Aberlemno IV", databile nella seconda metà del I millennio d.C. e classificata come "pietra di classe I", ha un'altezza di 1,80 metri.
Questa pietra venne descritta nel 1772 da Thomas Pennant.

### Aberlemno V
La pietra nota come "Aberlemno V" è ritenuta una pietra incompituta oppure un falso.